# 茹瓦约
茹瓦约（法語：Joyeux，法語發音：[ʒwajø] ⓘ）是法国东部安省的一个市镇，属于贝莱区。

## 地理
茹瓦约（45°57'40"N, 5°5'58"E）面积16.58 平方千米，位于法国奥弗涅-罗讷-阿尔卑斯大区安省，该省份为法国东部省份，北起汝拉省，西北接索恩-卢瓦尔省，西接罗讷省和里昂大都会，南至伊泽尔省，东与萨瓦省、上萨瓦省和瑞士接壤。
与茹瓦约接壤的市镇（或旧市镇、城区）包括：比里约、法拉芒、勒蒙特利耶、里尼约勒弗朗、圣埃卢瓦、韦尔萨约。
茹瓦约的时区为UTC+01:00、UTC+02:00（夏令时）。

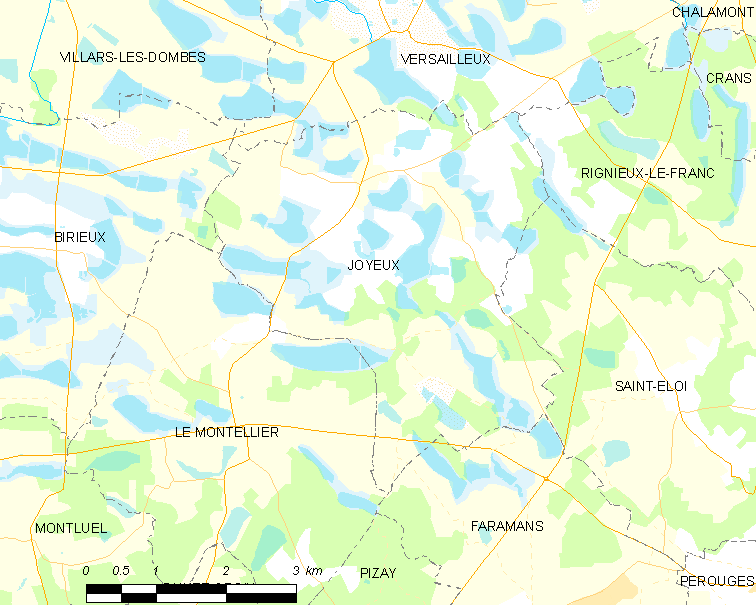
茹瓦约的OSM定位图

## 行政
茹瓦约的邮政编码为01800，INSEE市镇编码为01198。

## 政治
茹瓦约所属的省级选区为梅克西米约县。

## 人口

1962-2008年间茹瓦约人口变化图示

茹瓦约于2022年1月1日时的人口数量为262人。